# Wappentafel Langenbogen

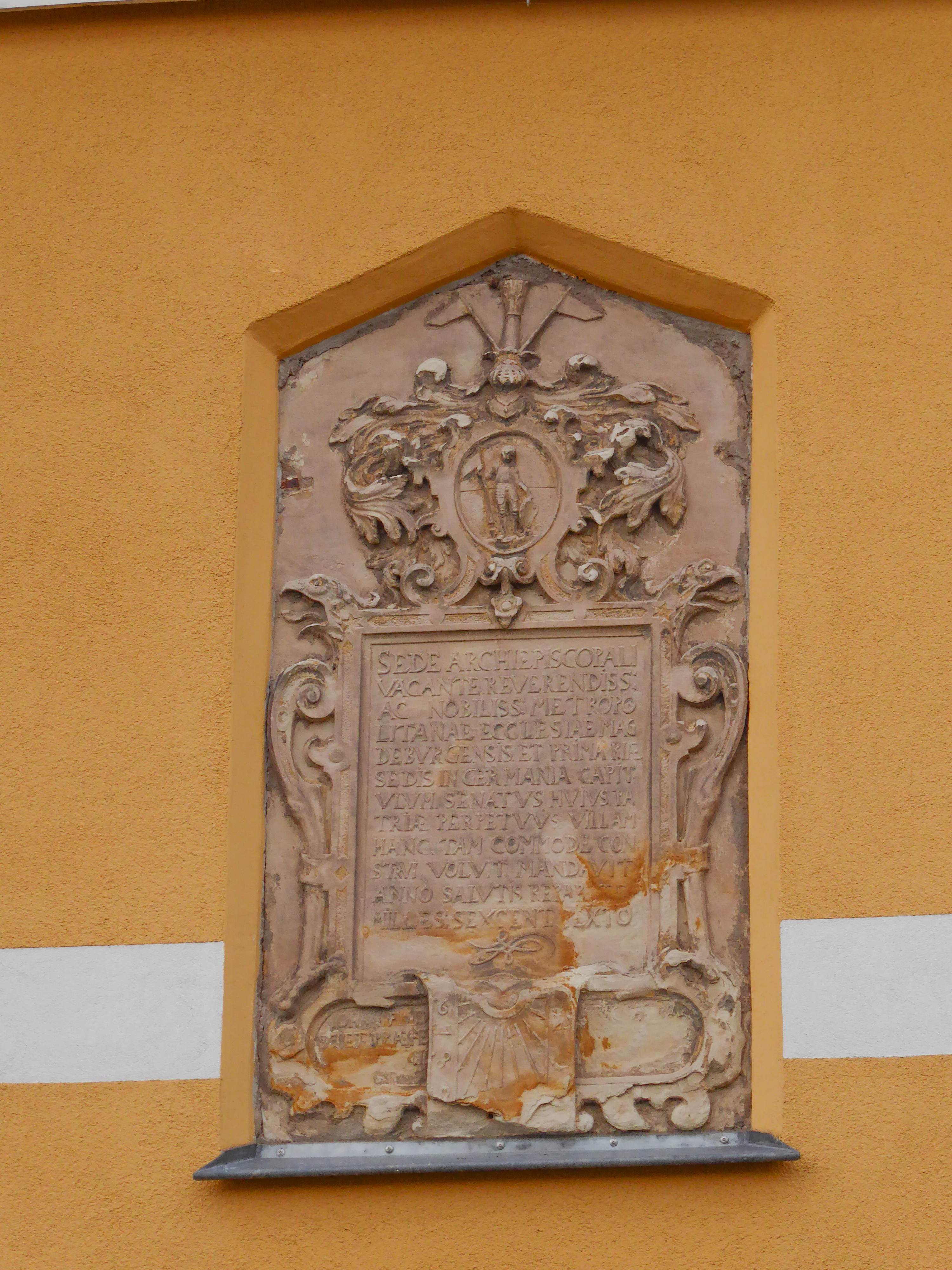
Wappentafel Langenbogen

Die Wappentafel Langenbogen ist eine denkmalgeschützte Wappentafel im Ortsteil Langenbogen der Gemeinde Teutschenthal in Sachsen-Anhalt. Im örtlichen Denkmalverzeichnis ist die Wappentafel unter der Erfassungsnummer 094 55656 als Baudenkmal verzeichnet.
Die Wappentafel aus dem Jahr 1606 ist ein Überbleibsel aus der Geschichte des Ortes. Der Ort gehörte, obwohl er im Gebiet des Bistums Halberstadt lag, dem Erzbistum Magdeburg an. Hier befand sich ein Domänengehöft, an dessen Südseite des Hauptgebäudes sich die Wappentafel befindet. Sie zeigt den Heiligen Moritz in einer Reliefdarstellung, darunter befindet sich eine gut erhaltene Inschrift. Unter der ersten Inschrift befindet sich eine Sonnenuhr und eine weitere – kaum mehr lesbare – Inschrift.